# البيوت أسرار (مسلسل مصري)
البيوت أسرار مسلسل مصري من إخراج كريم العدل.

## قصة المسلسل
تدور الأحداث حول انتحار الطباخ سمير وإتهام أربعة فتيات هن: هنا شيحة وشيري عادل وأيتن عامر ونسرين أمين؛ لوجود علاقة تربطهن به.

## طاقم العمل
- كريم العدل (مخرج) : إخراج.
- يوسف كمال رزق : مخرج منفذ.
- نهال سماحة : مؤلف

## الممثلون
- هنا شيحة : ولاء
- شيري عادل : إيمان
- أيتن عامر : يسرا
- نسرين أمين : رحمة
- سلوى خطاب : فريدة
- كريم قاسم : سيف
- باسل خياط : سمير
- ناصر سيف : رشيد النحاس
- رمزي لينر : المقدم حسام
- تهاني راشد : ناهد
- رشا أمين : ميرا